# Miguel Escalona Armijo
Miguel Andrés Escalona Armijo (Santiago, Chile, 23 de marzo de 1990) es un futbolista chileno, que se desempeña como defensa central y/o Mediocampista en Deportes Melipilla de la Primera B de Chile.

## Biografía
Se inició en el club Legua Junior de la Asociación El Pinar, donde jugó desde los 5 años hasta los 12. Su padre incluso fue el encargado de dicho equipo cuando participó en el Nacional Amateur de Tierra Amarilla. También integró la Escuela “Bam Bam” Zamorano, de Jaime Lizama, en San Joaquín.
En sus pasos por el humilde club nortino de Cobresal logró ganar el campeonato clausura 2015, siendo un rol importante en el club minero, compartiendo vestuario con jugadores como Nicolás Peric, Matías Donoso, Ever Cantero, etc.
El 7 de febrero de 2021 junto al Club de Deportes Melipilla logró subir a la Primera División A del fútbol chileno, logrando un hito histórico, ya que los " Potros" no jugaban en esta categoría desde hace 13 años.
Su frase más famosa es: “No te apures en dormir, que el sueño ya va a venir”, copiada del relator Claudio Palma en su relato del año 2009 Colombia - Chile cuando La Roja volvió a clasificar a un mundial (Sudáfrica 2010). La frase original de Palma es: “No te apures en dormir, que el sueño ya va a llegar”.

## Clubes
| Club               | País  | Año       | PJ | Goles |
| ------------------ | ----- | --------- | -- | ----- |
| Palestino          | Chile | 2008-2014 | 94 | 5     |
| Cobresal           | Chile | 2014-2017 | 74 | 7     |
| Deportes Melipilla | Chile | 2018-2021 | 83 | 1     |
| Cobreloa           | Chile | 2022      | 20 | 1     |
| Provincial Ovalle  | Chile | 2024      | 17 | 1     |
| Deportes Melipilla |       | 2025-Act. | 0  | 0     |

## Palmarés

### Campeonatos nacionales
| Título           | Club     | País  | Año    |
| ---------------- | -------- | ----- | ------ |
| Primera División | Cobresal | Chile | 2015-C |